# Biryeonui beongeori samyong
Biryeonui beongeori samyong é um filme de drama sul-coreano de 1973 dirigido e escrito por Byun Jang-ho. Foi selecionado como representante da Coreia do Sul à edição do Oscar 1974, organizada pela Academia de Artes e Ciências Cinematográficas.

## Elenco
- Kim Hee-ra
- Yun Yeong-kyeong
- Shin Yeong-il
- Choi In-suk